# Clinosperma macrocarpa
Clinosperma macrocarpa är en enhjärtbladig växtart som först beskrevs av Harold Emery Moore, och fick sitt nu gällande namn av Pintaud och William John Baker. Clinosperma macrocarpa ingår i släktet Clinosperma och familjen Arecaceae. IUCN kategoriserar arten globalt som akut hotad. Inga underarter finns listade i Catalogue of Life.